# Constantin Al. Kretzulescu
Constantin Al. Kretzulescu (n. 22 mai 1809, București, Țara Românească – d. 21 martie 1884, București, România) a fost un militar și om politic român, membru de onoare (1871) al Academiei Române, care a deținut de două ori funcția de cel de-al șaptelea prim-ministru al României. El era descendent direct al domnului Constantin Brâncoveanu. Era fratele lui Nicolae Kretzulescu și fiul marelui logofăt Alexandru Kretzulescu.

## Devenire
Dimitrie Rosetti scria în Dicționarul Contimporanilor că viitorul prim-ministru „a făcut studiile sale în țară la școala grecească și apoi în 1831 s'a înrolat în armată cu gradul de sub-locotenent, servind până la 1840, când părăsește oștirea cu gradul de maior și e numit prefect al județului Brăila; apoi trece procurer la Inalta Curte. In 1842 demisionează și petrece mai mulți ani în Francia, Anglia, Italia, studiând literatura, filosofia, istoria. Intors în țară trăește retras până la 1857, când 'l regăsim președinte al comitetuluĭ din Muntenia pentru alegerile divanuluĭ ad-hoc.”

## Politică
A deținut de două ori funcția de prim-ministru: prima dată în guvernul Constantin Al. Crețulescu (27 martie - 6 septembrie 1859) al Țării Românești, iar a doua oară în guvernul Constantin Al. Crețulescu al României, în perioada 1 martie - 4 august 1867.
În guvernul Ioan Al. Filipescu de la București al Țării Românești, după Mica Unire, a fost ministru al Cultelor (21 februarie - 27 martie 1859).
În timpul celui de-al doilea mandat de prim-ministru, a fost pe durata întregului mandat și ministru de Justiție, iar între 16-24 mai 1867 a fost de asemenea ad-interim la Război. Acest guvern era primul guvern liberal după suirea pe tron a lui Carol I, dominat de liberalii radicali, între aceștia proeminent fiind Ion C. Brătianu, ministrul de Interne. În timpul acestei guvernări, la 1 august 1867, s-a inaugurat Societatea Academică Română.
O acțiune foarte controversată a guvernului a fost o circulară emisă de ministrul de Interne Ion C. Brătianu în martie 1867, prin care se cerea prefecților să ia măsuri drastice împotriva străinilor, precum interzicere arendării de moșii, imobile, hanuri și cârciumi. Ea lovea puternic în minoritatea evreilor fără acte proveniți din Austro-Ungaria.  Pentru a se opri imigrările ilegale a fost elaborată și o lege pentru reînființarea birourilor de pașapoarte.  Ambele acte legislative au stârnit puternice proteste interne și externe. 

## Opere
- Sumariu al istoriei universale a culturei (1863)
- Trecutul și era nouă. Despre mărirea națiunelor (1863)